# Рота, Кристина
Кристи́на Ро́та (исп. Cristina Rota; род. 30 января 1945, Ла-Плата) — аргентинская актриса, продюсер и преподаватель драматического искусства в Испании.

## Биография
Мать актёров Марии Ботто (1974), Хуана Диего Ботто (1975) и Нур Аль Леви (1979). Отец старших детей Кристины Роты — актёр Диего Фернандо Ботто, ставший жертвой диктаторского режима в Аргентине и пропавший во время Грязной войны в 1977 году. Кристина Рота эмигрировала в Испанию в конце 1978 года, будучи беременной третьим ребёнком.
В 1979 году Кристина основала в Мадриде школу актёрского мастерства Escuela de Interpretación. В числе её выпускников такие испанские актрисы, как Марта Этура, Натали Поса, Гойя Толедо, Пенелопа Крус и другие. Автор учебника по преподаванию драматического искусства Los primeros pasos del actor («Первые шаги актёра», 2003).
В 2008 году Кристина Рота опубликовала автобиографию под названием Los Diré Que Te Recuerdo. В 2010 году Кристина была награждена золотой медалью изящных искусств.

## Фильмография
- 1985 —  La reina del mate
- 1986 —  Virtudes Bastián
- 1987 —  En penumbra
- 1994 —  Party Line
- 2003 —  Colores
- 2011 —  От твоего окна до моего / De tu Ventana a la Mía

### Продюсер
- Нижеподписавшиеся / Los abajo firmantes 2003

### Сценарист
- 2001 — Без стыда
- 2005 — Говорить